# Henrik V., kralj Engleske
Henrik V. (16. rujna 1386. – 31. kolovoza 1422.), poznat i kao Henry od Monmoutha, bio je engleski kralj od 1413. do svoje smrti 1422. Bio je drugi engleski monarh iz kuće Lancaster. Unatoč svojoj relativno kratkoj vladavini, Henrikovi su izvanredni vojni uspjesi u Stogodišnjem ratu protiv Francuske učinili Englesku jednom od najjačih vojnih sila u Europi. Ovjekovječen u Shakespeareovim predstavama iz "Henrijade", Henrik je poznat i  kao jedan od najvećih kraljeva ratnika srednjovjekovne Engleske.
Tijekom vladavine svoga oca Henrika IV., Henrik je stekao vojno iskustvo boreći se protiv Velšana tijekom pobune Owaina Glyndŵra i protiv moćne aristokratske obitelji Percy iz Northumberlanda u bitci kod Shrewsburyja. Henrik je sticao sve veću ulogu u vladanju Engleskom zbog slabljenja kraljeva zdravlja, ali su nesuglasice između oca i sina dovele do političkog sukoba između njih dvojice. Nakon očeve smrti 1413., Henrik je preuzeo kontrolu nad zemljom i istaknuo zahtjev za obranu engleskog zahtjeva prema francuskom prijestolju.
Godine 1415. Henrik je nastavio rat s Francuskom u aktualnom Stogodišnjem ratu (1337. – 1453.) između dvaju naroda. Njegovi vojni uspjesi kulminirali su njegovom slavnom pobjedom u bitci kod Agincourta (1415.) i uspio se približiti osvajanju Francuske. Iskoristivši političku podjelu unutar Francuske, osvojio je velike dijelove kraljevstva, što je rezultiralo engleskom okupacijom Normandije prvi put nakon razdoblja 1345. – 1360. Nakon višemjesečnih pregovora s Karlom VI., Sporazum iz Troyesa (1420.) priznao je Henrika V. regentom i nasljednikom francuskoga prijestolja, a on se nakon toga oženio Karlovom kćeri Katarinom. Činilo se da sve ukazuje na stvaranje unije između kraljevstava, u Henrikovoj osobi. Međutim, umro je dvije godine kasnije i naslijedio ga je njegov jedini sin, dijete Henrik VI.

## Mladost
Henrik se rodio u kuli iznad porte dvorca Monmouth u Walesu i zbog toga su ga ponekad zvali Henry iz Monmoutha. Bio je sin Henryja od Bolingbrokea (kasnije engleskog kralja Henrika IV.) i Marije de Bohun. Rođak njegova oca bio je tadašnji engleski monarh, kralj Rikard II. Henrikov djed po ocu bio je utjecajni John od Gaunta, 1. vojvoda od Lancastera, sin kralja Eduarda III. Kako on nije bio blizu linije nasljeđivanja prijestolja, Henrikov datum rođenja nije službeno dokumentiran, a dugi niz godina se raspravljalo je li rođen 1386. ili 1387. Međutim, zapisi govore da je njegov mlađi brat Thomas rođen u jesen 1387. i da su njegovi roditelji bili u Monmouthu 1386., ali ne i 1387. Sada je prihvaćeno da je rođen 16. rujna 1386.
Po izgnanstvu Henrikova oca 1398. godine, Rikard II. je preuzeo dječaka i ljubazno se odnosio prema njemu. Mladi Henrik pratio je Rikarda u Irsku. Tijekom kraljevske službe, posjetio je dvorac Trim u okrugu Meath, drevno mjesto sastajanja irskog parlamenta.
Godine 1399. umro je John od Gaunta. Iste godine kralj Rikard II. svrgnut je lankasterskom uzurpacijom koja je Henrikova oca dovela na prijestolje, a Henrik je pozvan iz Irske kao prijestolonasljednik Engleske. Postavljen je za princa od Walesa na krunidbi svoga oca, te za vojvodu od Lancastera 10. studenoga 1399., kao treća osoba koja je te godine držala titulu. Ostali su mu naslovi bili vojvoda od Cornwalla, grof od Chestera i akvitanski vojvoda. Suvremeni zapis bilježi da je 1399. godine Henrik provodio vrijeme na Queen's Collegeu u Oxfordu, pod skrbništvom svoga ujaka Henryja Beauforta, kancelara Sveučilišta. Od 1400. do 1404. obnašao je dužnosti visokog šerifa od Cornwalla.
Nakon manje od tri godine, Henrik je zapovijedao dijelom engleske vojske. Vodio je vlastitu vojsku u Walesu protiv Owaina Glyndŵra i udružio snage s ocem u borbi protiv Henryja „Napržice“ Percyja u bitci kod Shrewsburyja 1403. Tamo je šesnaestogodišnjeg princa gotovo ubila strijela koja mu se zabila u lice. Običan vojnik mogao je umrijeti od takve rane, ali Henrik je imao najbolju moguću njegu. Kroz nekoliko dana, John Bradmore, kraljevski liječnik, liječio je ranu medom kako bi djelovao antiseptički, izradio je alat da se zabode u slomljenu osovinu strelice i tako izvadi strelicu bez daljnjeg oštećenja, te je ranu isprao alkoholom. Operacija je bila uspješna, ali su Henriku ostali trajni ožiljci, kao dokaz o njegu borbenom iskustvu. Bradmore je zabilježio ovaj događaj na latinskom jeziku, u svom rukopisu pod nazivom Philomena. Henrikovo se liječenje pojavljuje i u anonimnom srednjoeuropskom kirurškom traktatu iz 1446. godine i često se pripisuje Thomasu Morstedeu.

### Uloga u vladi i sukob s Henrikom IV.
Velška pobuna Owaina Glyndŵra crpila je Henrikovu energiju sve do 1408. Tada je, kao posljedica kraljevog lošeg zdravlja, Henrik počeo imati značajniju ulogu u politici. Od siječnja 1410., uz pomoć svojih ujaka Henryja Beauforta i Thomasa Beauforta, pozakonjenih sinova Johna od Gaunta, imao je praktičnu kontrolu nad vladom. I u vanjskoj i u unutarnjoj politici razlikovao se od kralja, koji je svoga sina otpustio iz vijeća u studenom 1411. Svađa oca i sina bila je samo politička, premda je vjerojatno da su Beauforti razgovarali o abdikaciji Henrika IV. Njihovi su se protivnici sigurno trudili oklevetati princa Henrika.

### Navodna buntovna mladost
Moguće je da je predaja o Henrikovoj buntovnoj mladosti, koju je ovjekovječio Shakespeare, dijelom posljedica političkih neprijateljstava. Henrikova služba u ratu i u politici opovrgava tu predaju. Najpoznatiji incident, njegova svađa s vrhovnim sudcem, nema suvremenoga zapisa i prvi put je spominje Sir Thomas Elyot, 1531.
Priča o Falstaffu nastala je iz Henrikova ranog prijateljstva sa Sir Johnom Oldcastleom, zagovornikom Lollarda. Shakespeareov Falstaff izvorno se zvao "Oldcastle", slijedeći njegov glavni izvor, Slavne pobjede Henrika V. Njegovi su se potomci usprotivili, a ime promijenjeno (lik je postao mješavina nekoliko stvarnih osoba, uključujući sir Johna Fastolfa). To prijateljstvo i prinčevo političko protivljenje Thomasu Arundelu, nadbiskupu canterburyjskom, možda su potaknuli nade Lollarda. Ako je to tako, njihovo razočaranje može objasniti izjave crkvenih pisaca poput Thomasa Walsinghama da se Henrik postavši kraljem naglo promijenio u novog čovjeka.

## Vladavina

### Stupanje na prijestolje
Nakon što je Henrik IV. umro 20. ožujka 1413., naslijedio ga je Henrik V. i okrunjen je 9. travnja 1413. u Westminsterskoj opatiji. Ceremoniju je obilježila strašna snježna oluja, ali običan puk nije bio siguran je li to dobar ili loš predznak. Henrik V. opisan je kao "vrlo visok (1,90 m), mršav, s tamnom kosom ošišanom u prsten iznad ušiju i čisto obrijan". Ten mu je bio hrapav, lice mršavog i istaknutog nosa. Ovisno o njegovu raspoloženju, oči su mu "bljeskale od blagosti golubice do sjaja lava".

### Domaća politika
Henrik se dobro nosio sa svim domaćim odlukama i na njima postupno gradio širu politiku. Od početka je jasno dao do znanja da će Engleskom vladati kao poglavar ujedinjene nacije. Dopustio je da se zaborave razlike iz prošlosti - pokojni je Rikard II. je ponovno pokopan s počastima; mladi Edmund Mortimer, 5. grof od Marcha, dospio je u milost; nasljednici onih koji su stradali u prethodnoj vladavini postupno su vraćeni u svoje naslove i posjede. Međutim, tamo gdje je vidio ozbiljnu domaću opasnost, Henrik se ponašao se odlučno i nemilosrdno, poput Lollardske pobune u siječnju 1414. godine, te uključujući pogubljenje spaljivanjem Henrikova starog prijatelja Sir Johna Oldcastlea 1417. godine kako bi "oborio pokret u pupoljku" i osigurao vlastiti položaj vladara.
Henrikova vladavina uglavnom nije bila opterećena domaćim nevoljama. Izuzetak je bila pobuna u Southamptonu u korist Mortimera, u koji su sudjelovali Henry, 3. barun Scrope, i Richard, grof od Cambridgea (djed budućeg kralja Eduarda IV.) u srpnju 1415. Sam Mortimer ostao je vjeran kralju.
Počevši u kolovozu 1417. godine, Henrik V. promicao je uporabu engleskog jezika u vladi, a njegova vladavina označava pojavu kancelarijskog engleskog jezika kao i prihvaćanje engleskog kao radnog jezika unutar vlade. Bio je prvi kralj koji je koristio engleski jezik u svojoj osobnoj prepisci još od normanskog osvajanja 350 godina ranije.

### Vanjski poslovi

#### Diplomacija
Henrik je sada mogao usmjeriti pozornost na vanjske poslove. Pisac iz sljedeće generacije bio je prvi koji je tvrdio da su Henrika crkveni državnici ohrabrili da uđu u rat s Francuskom kao sredstvo za skretanje pažnje s domaćih nevolja. Čini se da ta priča nema temelja. Stari trgovački sporovi i podrška koju su Francuzi pružali Owainu Glyndŵru korišteni su kao izgovor za rat, dok neuredno stanje u Franuckoj nije pružalo sigurnost za mir. Francuski kralj Karlo VI. bio je sklon psihičkim bolestima; ponekad je mislio da je izrađen od stakla, a njegov najstariji preživjeli sin nije obećavao ništa bolje od toga. Međutim, stara dinastička tvrdnja o pravu na francusko prijestolje, koju je prvi istaknuo Eduard III., bila je opravdavanje rata s Francuskom po engleskom mišljenju.
Nakon bitke kod Agincourta, mađarski kralj Žigmund Luksemburški (kasnije car Svetog rimskog carstva) posjetio je Henrika u nadi da će sklopiti mir između Engleske i Francuske. Njegov je cilj bio uvjeriti Henrika da izmijeni svoje zahtjeve protiv Francuza. Henrik je raskošno zabavljao Sigismunda i čak ga je pridružio u Red podvezice. Žigmund je sa svoje strane uveo Henrika u Zmajev red. Henrik je imao namjeru uspostaviti red nakon što bi ujedinio englesko i francusko prijestolje, ali umro je prije nego što je ispunio svoje planove. Žigmund je napustio Englesku nekoliko mjeseci kasnije potpisavši Canterburyjski ugovor kojim je priznao engleske zahtjeve prema Francuskoj.

#### Pohodi u Francuskoj
Henrik je provođenje svojih potraživanja možda smatrao dijelom svoje kraljevske dužnosti, ali trajno rješavanje nacionalne rasprave bilo je presudno za uspjeh njegove vanjske politike.

##### Pohod 1415.
Henrik je 12. kolovoza 1415. otplovio za Francusku, gdje su njegove snage opkolile tvrđavu u Harfleuru, zauzevši je 22. rujna. Poslije je Henrik odlučio koračati sa svojom vojskom preko francuskih sela prema Calaisu unatoč upozorenjima njegova vijeća. Dana 25. listopada na ravnicama u blizini sela Agincourt francuska vojska presrela je njegov put. Unatoč iscrpljenosti, nadbrojanosti i pothranjenosti, Henrik je poveo svoje ljude u bitku, odlučno pobijedivši Francuze, koji su pretrpjeli velike gubitke. Često se tvrdi da su francuski oružnici naoružani utonuli u blatno bojno polje, natopljeno od obilne kiše prethodne noći, i da je to ometalo napredak Francuza, omogućujući im da postanu mete engleskim i velškim strijelcima. Većina ih je jednostavno smrtno prostrijeljena dok su potpuno zaglavili u dubokom blatu. Unatoč tomu, pobjeda se smatra kao Henrikov najveći vojni uspjeh, te se uz Bitku kod Crécyja (1346.) i Bitku kod Poitiersa (1356.) smatra najvećim engleskim pobjedama Stogodišnjeg rata.
Tijekom bitke Henrik je naredio da se francuski zarobljenici, uhvaćeni tijekom bitke pogube, uključujući neke od najistaknutijih koji su se mogli upotrijebiti za otkupninu. Povjesničar iz Cambridgea, Brett Tingley, smatra da je Henrik bio zabrinut da bi se zarobljenici mogli okrenuti protiv svojih otmičara, kada bi Englezi bili zauzeti odvraćanjem trećeg vala neprijateljskih trupa, što bi pobjedu dovelo u opasnost.
Pobjednički ishod Agincourta, s engleskog stajališta, bio je samo prvi korak u kampanji za vraćanje francuskih posjeda za koji se smatralo da pripadaju engleskoj kruni. Agincourt je također podržao obećanje da će se Henrikove pretenzije na francusko prijestolje ostvariti.

##### Diplomacija i kontrola nad morem
Kontrola nad morem osigurala se izbacivanjem francuskih saveznika - Genove, iz Engleskog kanala. Dok je Henrik 1416. godine bio zauzet mirovnim pregovorima, francuska i đenovska flota opkolile su luku u Harfleuru. Francuske kopnene snage također su opkolile grad. Da bi se oslobodio Harfleur, Henrik je poslao svoga brata, Johna od Lancastera, vojvodu od Bedforda, koji je 14. kolovoza podigao flotu i isplovio iz Beachy Heada. Fracusnko-đenovska flota poražena je sljedećeg dana nakon naporne sedmosatne bitke i Harfleur je bio oslobođen. Diplomacija je uspješno odvojila cara Žigmunda od Francuske, a ugovor iz Canterburyja 1416. otvorio je put zaustavljanju zapadnog raskola u Crkvi.

##### Pohod 1417. – 1420.
Kad su nestala ta dva potencijalna neprijatelja, i nakon dvije godine strpljive pripreme nakon bitke na Agincourtu, Henrik je obnovio rat u većem opsegu 1417. Nakon zauzimanja Caena, Donja Normandija je brzo osvojena, a Rouen je odsječen od Pariza i opkoljen. Ova je opsada bacila još mračniju sjenu na ugled kralja od njegove naredbe da se pogube francuski zarobljenici u Agincourtu. Rouen, izgladio i bez mogućnosti podržati gradske žene i djecu, istjerao ih je kroz gradska vrata, vjerujući da će im Henrik dopustiti nesmetan prolazak kroz svoje postrojbe. Međutim, Henrik je to odbio dopustiti, a protjerane žene i djeca umrli su od gladi u jarcima koji su okruživali grad. Dok su Francuzi bili zauzeti sporovima između Burgundijaca i Armagnaca, Henrik ih je vješto okrenuo jedne protiv drugih, bez opuštanja svoga ratobornog pristupa.
U siječnju 1419. Rouen je pao. Normanski Francuzi koji su se odupirali žestoko su kažnjeni: Alain Blanchard, koji je engleske zarobljenike objesio sa zidova Rouena, pogubljen je; Robert de Livet, kanonik iz Rouena, koji je izopćio engleskog kralja, otpremljen je u Englesku i zatvoren na pet godina.
Do kolovoza Englezi su bili pred zidinama Pariza. Spletke francuskih stranaka kulminirale su ubojstvom Ivana Neustrašivog, burgundskog vojvode, od strane prijestolonasljednikovih pristalica u Montereauu 10. rujna. Filip Dobri, novi vojvoda, i francuski dvor bacili su se u Henrikove ruke. Nakon šest mjeseci pregovaranja Sporazum iz Troyesa priznao je Henrika nasljednikom i regentom Francuske, te se 2. lipnja 1420. u katedrali u Troyesu oženio Katarinom od Vaolisa, kćerkom francuskog kralja. Imali su samo jednog sina, Henryja, rođenog 6. prosinca 1421. u dvorcu Windsor. Od lipnja do srpnja 1420. Henrikova je vojska opkolila i zauzela vojnu utvrdu u Montereau-Fault-Yonneu blizu Pariza. U studenom 1420. opsjeo je i zarobio Melun, a ubrzo nakon toga vratio se u Englesku. Godine 1428., Karlo VII. ponovno je preuzeo Montereau-Fault-Yonne, kako bi u kratkom vremenu opet doživio kako ga Englezi preuzimaju. Napokon, 10. listopada 1437. Karlo VII. pobjedio je i ponovno osvojio Montereau-Fault-Yonne.

##### Pohod 1421.
Dok je bio u Engleskoj, Henrikov brat Thomas od Lancastera, 1. vojvoda od Clarencea, vodio je engleske snage u Francuskoj. Thomas je 22. ožujka 1421. poveo Engleze u katastrofalan poraz u bitki kod Baugéa protiv francusko-škotske vojske. Vojvoda je poginuo u bitci. Henrik je 10. lipnja otplovio natrag u Francusku kako bi popravio situaciju. To bi bio njegov posljednji vojni pohod. Od srpnja do kolovoza, Henrikove su snage opkolile i zarobile Dreux, na taj način oslobađajući savezničke snage u Chartresu. Njegove su snage 6. listopada opsjele Meaux, zauzevši ga 11. svibnja 1422. godine.

## Smrt
Henrik V. iznenada je umro 31. kolovoza 1422. u Château de Vincennes. Smatralo se da je umro od dizenterije, kojom se navodno zarazio tijekom opsade Meauxa. Međutim, jaka i smrtonosna dizenterija vjerojatno bi ga onesposobila davno prije kraja kolovoza. Drugi vjerodostojan uzrok smrti je toplotni udar; posljednjeg dana kada je bio aktivan jahao je u punom oklopu na žestokoj vrućini. Imao je 35 godina i kraljevao je devet godina.
Nedugo prije smrti, Henrik V. imenovao je svoga brata, Johna od Lancastera, 1. vojvodu od Bedforda, regentom Francuske u ime svoga sina, Henrika VI., kojem je tada bilo samo nekoliko mjeseci. Henrik V. nije doživio da bude okrunjen kraljem Francuske, kao što je to s pouzdanjem mogao očekivati nakon Sporazuma iz Troyesa, jer ga je bolesni Karlo VI., kojemu je imenovan nasljednikom, nadživio dva mjeseca.
Henrikov suborac i lord stjuard, John Sutton, 1. barun Dudley, donio je Henrikovo tijelo natrag u Englesku i na njegovom sprovodu je nosio kraljevsku zastavu. Henrik V. pokopan je u Westminsterskoj opatiji 7. studenog 1422. 

## Grb
Henrikov grb dok je bio princ od Walesa bio je kraljevski grb s razlikom od srebrne grede s tri kraka. Nakon stupanja na prijestolje nosio je kraljevski grb.
- Grb Henrika kao princa od Walesa
- Kraljevski grb

## Ženidba
Godine 1420. Henrik V. oženio je Katarinu Valois, kćer Karla VI. Francuskog i mlađu sestru udove Rikarda II., Isabelle od Valoisa (koja je umrla nekoliko godina nakon supruga). Njezin miraz, prema sporazumu dvaju kraljevstava, bio je 600 000 kruna. Par je zajedno imao jedno dijete, Henrika. Po smrti Henrika V., novorođeni princ postao je kralj i okrunjen je kao Henrik VI.